# Stylopauropus securiger
Stylopauropus securiger är en mångfotingart som beskrevs av Paul Auguste Remy 1958. Stylopauropus securiger ingår i släktet skaftfåfotingar, och familjen fåfotingar. Inga underarter finns listade i Catalogue of Life.